# Крассула Роджерса
Крассула Роджерса (лат. Crassula rogersii) — вид суккулентных растений рода Толстянка (Crassula) семейства Толстянковые (Crassulaceae), естественно произрастающий на территории Капской провинции Южно-Африканской Республики.

## Название
Родовое латинское название Crassula происходит от латинского слова crassus, — «толстый», в основном из-за присутствия у растений этого рода сочных листьев.
Видовой латинский эпитет rogersii дан в честь Фредерика Роджерса (1876–1944), английского миссионера и ботаника-любителя, который проживал в ЮАР с 1904 года.

## Ботаническое описание
Многолетние кустарники достигают высоты до 30 см и обычно имеют сильно разветвлённую структуру с прямостоячими ветвями, которые со временем становятся полегающими и слегка древеснеющими. Корни мочковатые. Ветви сочные, зелёные, с возрастом становятся деревянистыми и приобретают красновато-коричневый оттенок, их диаметр составляет от 3,5 до 5 мм. Листья имеют форму от обратно-ланцетных до булавовидных, размером от 15 до 30 мм в длину и от 3 до 8 мм в ширину, они могут быть тупыми или тупо-заострёнными, сверху плоские или слегка выпуклые, снизу отчетливо выпуклые, густо покрытые разбросанными волосками, окрашенные от зелёного до желтовато-зелёного цвета, часто с красноватым краем на старых листьях.

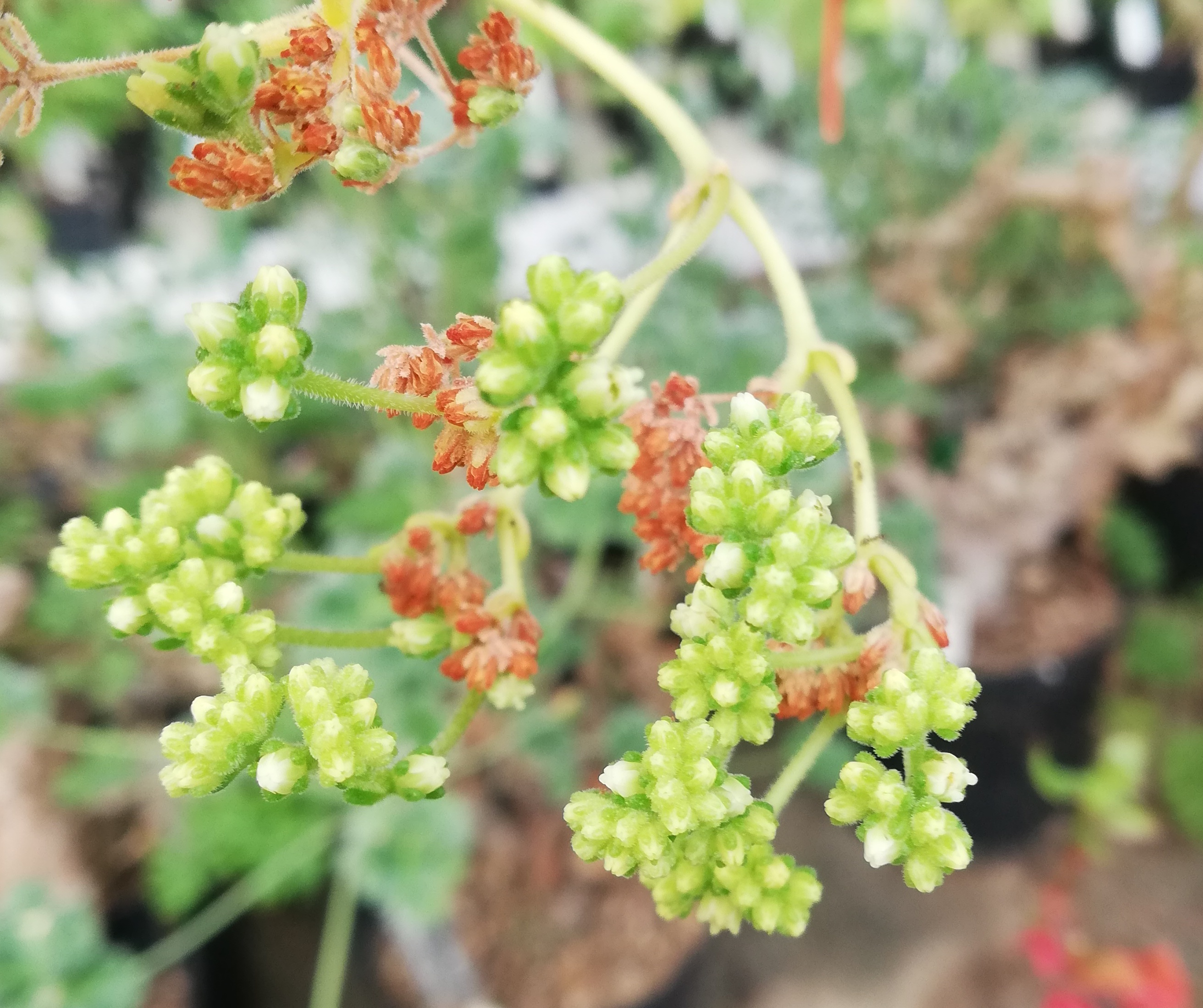
Соцветие

Соцветия представлены удлиненными колосками, обычно с множеством шаровидных дихазиев, и цветоносом длиной от 5 до 20 см, покрытыми разбросанными волосками. Цветки имеют треугольные чашелистики размером от 2 до 2,5 мм, округлые, обитые разбросанными волосками и краевыми ресничками, окрашены от серого до желтовато-зелёного цвета. Венчик трубчатый или почти цилиндрический, у основания сросшийся, обычно бледно-жёлтый, а лепестки имеют форму пандури, длиной от 3 до 4 мм, с вершиной лепестка, заканчивающейся перепончатой вершиной. Пыльники окрашены в коричневый цвет. Время цветения: (декабрь) январь–март.

## Таксономия
Crassula rogersii Schönland, первое упоминание в Rec. Albany Mus. 2: 149 (1907).

### Синонимы
Гомотипные (основанные на одном и том же номенклатурном типе):
- Globulea rogersii (Schönland) P.V.Heath